# Kha Sơn
Kha Sơn là một xã ở phía đông nam của tỉnh Thái Nguyên, Việt Nam.

## Địa lý
Xã Kha Sơn có vị trí địa lý:
- Phía đông giáp tỉnh Bắc Ninh
- Phía tây giáp xã Điềm Thụy và tỉnh Bắc Ninh
- Phía nam giáp tỉnh Bắc Ninh
- Phía bắc giáp xã Phú Bình và xã Tân Thành

Xã Kha Sơn có diện tích 37,85 km², dân số năm 2025 là 42.240 người. Khu vực nằm trong khu vực quy hoạch phát triển công nghiệp, dịch vụ, nhà ở đô thị theo quy hoạch tỉnh và địa phương. Trên địa bàn có khu công nghiệp Phú Bình, cụm công nghiệp Kha Sơn, cụm Công nghiệp Lương Phú - Tân Đức; các hoạt động thương mại, dịch vụ phát triển mạnh. Hạ tầng giao thông trên địa bàn xã có các tuyến đường quốc lộ 37, đường Vành đai V vùng Thủ đô và các tuyến đường tỉnh 261C, 261D, 261E, 269B.
Trên địa bàn xã có hệ thống sông Máng, một kênh tưới tiêu nhân tạo được xây dựng từ thời Pháp thuộc chảy qua.

## Lịch sử
Đây là xã có truyền thống cách mạng, mở đầu cho phong trào đấu tranh chống thực dân Pháp. Kha Sơn được coi là khu ATK 2 (An toàn khu) trong thời kỳ Chiến tranh Đông Dương. Nơi đây có cụm di tích lịch sử được nhà nước công nhận như: Đình Kha Sơn Thượng, Chùa Mai Sơn, Đình Kha Sơn Hạ, Rừng Mấn, Nền nhà ông Cao Nhật.
Tháng 6 năm 2025, xã Kha Sơn được thành lập trên cơ sở nhập toàn bộ diện tích tự nhiên, quy mô dân số của xã Kha Sơn (diện tích tự nhiên là 10,20 km²; dân số là 10.663 người); xã Lương Phú (diện tích tự nhiên là 4,61 km²; dân số là 5.681 người); xã Tân Đức (diện tích tự nhiên là 10,49 km²; dân số là 10.685 người); xã Thanh Ninh (diện tích tự nhiên là 4,98 km²; dân số là 6.501 người) và xã Dương Thành (diện tích tự nhiên là 7,57 km²; dân số là 8.710 người) của huyện Phú Bình. Trụ sở làm việc của xã nằm tại trụ sở xã Lương Phú cũ.

## Hành chính
Đến năm 2009, xã Lương Phú được chia thành 12 xóm: Việt Ninh, Chiềng, Lương Trình, Lương Thái, Lương Tạ 1, Lương Tạ 2, Lân, Mảng, Phú Lương, Phú Mỹ, Phú Hương, Đồng Mỵ.
Đến năm 2009, xã Dương Thành được chia thành 20 xóm: Đảng, Núi 1, Núi 2, Núi 3, Núi 4, Nguộn, Tiến Bộ, Quyết Thắng, Phú Dương 1, Phú Dương 2, Phẩm 1, Phẩm 2, Phẩm 3, Phẩm 4, Giàng, An Ninh, An Thành, Trung Thành, Phú Thành, Xuốm.
Đến năm 2009, xã Kha Sơn được chia thành 18 xóm: Tây Bắc, Soi, Tân Thành, Mai Kha, Chợ Đồn, Kha Nhi, Tg Tâm, Hoà Bình, Sy, Ka, Trại Điện, Kha Bình Lâm, Đầu Cầu, Trại, Bình Định, Phú Lâm, Ngô Trù, Cầu Ca.
Đến năm 2009, xã Tân Đức được chia thành 17 xóm: Quẫn, Ngò Thái, Lũa, Ngọc Sơn, Tân Lập, Tân Ngọc, Ngọc Lý, Vàng, Trại Vàng, Phúc Thịnh, Lềnh, Quại, Diễu Cầu, Diễu, Ngoài, Viên, Tân Thịnh.
Đến năm 2009, xã Thanh Ninh được chia thành 14 xóm: Nam Hương 1, Nam Hương 2, Nam Hương 3, Đồng Phú, Vân Đình, Tiền Phong, Quán, Đồng Trong, Phú Yên, Hòa Bình 1, Hòa Bình 2, Phú Thanh 1, Phú Thanh 2, Đồi Thông.

## Văn hoá-Xã hội
Trên địa bàn xã Dương Thành cũ có đền Đót ở chân núi Đót thuộc xóm Núi và có liên quan đến truyền thuyết từ thời Hùng Vương.
Ở làng Phẩm có nghề nuôi ngựa bạch, tính tổng thì cả xã Dương Thành cũ từng có khoảng 600 con ngựa bạch.